# 約翰·英格拉姆·麥克莫蘭
約翰·英格拉姆·麥克莫蘭（John Ingram McMorran，1889年6月19日—2003年2月24日）為美国超級人瑞，也是獲驗證的世上最長壽者之一，在世113歲又250天。
約翰·英格拉姆·麥克莫蘭出生於美國密西根州古德蘭鎮區，為喬治·麥克莫蘭（George McMorran，1859年10月15日－？）和利迪亞·英格拉姆（Lydia Ingram）所生育當中最年長的子女。前美國眾議員亨利·戈登·麥克莫蘭（1844年－1929年）也是英格拉姆·麥克莫蘭的表親。他的親妹妹莉莉亞·伊麗莎白·韋布（Lillia Elizabeth Webb，婚前名為莉莉亞·伊麗莎白·麥克莫蘭）在世103歲。麥克莫蘭有吸煙、飲酒以及吃油膩食物等習慣。
麥克莫蘭在2001年成為美國獲驗證的最長壽男性。他住進位於佛罗里达州莱克兰的「Tandem Healthcare」療養院直到他過世為止。

## 延伸閱讀
- Associated Press staff. . World News (雪梨晨鋒報). February 26, 2003  [2007-12-09]. （原始内容存档于2006-05-25）.
- Dr. L·斯蒂芬·科尔斯 (interviewer). . 老人学研究组织. 2000-08-06  [2007-12-17]. （原始内容存档于2007-10-25）.
- Mike Connell. . Gerontology Research Group page on Mr. McMorran (Port Huron, Michigan: Times Herald News). 2000-08-06  [2007-12-17]. （原始内容存档于2007-10-25）.